# Stefano Morrone
Stefano Morrone (Cosenza, 26 ottobre 1978) è un allenatore di calcio ed ex calciatore italiano, di ruolo centrocampista, tecnico della formazione Primavera del Bologna.

## Caratteristiche tecniche

### Calciatore
Di ruolo centrocampista, era un mediano versatile che abbinava disponeva di buone qualità tecniche a intelligenza tattica. Al contempo era anche un calciatore grintoso.

### Allenatore
Predilige il modulo 3-4-2-1; le sue squadre sanno essere sia solide in fase difensiva che in quella di ripartenza.

## Carriera

### Giocatore

#### Club

##### Gli inizi
Comincia la sua carriera calcistica nella squadra della sua città, il Cosenza, che lo fa debuttare in Serie B nella stagione 1996-1997 contro la Lucchese. Con i calabresi disputa, nella stagione successiva, un campionato di Serie C1 terminato con il ritorno in Serie B. Rimasto in rosa anche l'anno dopo, ad ottobre viene ingaggiato dall'Empoli (in compartecipazione con la Lazio) ed esordisce in Serie A il 1º novembre 1998 in Empoli-Perugia (2-0). Con la maglia toscana disputa 24 partite nella stagione conclusa con la retrocessione in Serie B, e al termine del campionato viene riscattato dalla Lazio, che lo gira al Piacenza nell'affare che porta Simone Inzaghi ai biancocelesti. In Emilia viene impiegato come alternativa a Paolo Cristallini e Alessandro Mazzola, e il campionato si conclude con una nuova retrocessione tra i cadetti. Rimane al Piacenza fino al gennaio 2001, quando viene ceduto al Venezia in cambio di Salvatore Miceli, e con i lagunari ottiene la promozione in Serie A. In seguito fa ritorno per una stagione al Cosenza dove conquista, sotto la guida del tecnico Luigi De Rosa, la permanenza in Serie B.

##### Palermo, ChievoVerona e Livorno
Nella stagione 2002-2003 gioca nella serie cadetta con il Palermo, dove colleziona 35 presenze e 5 reti.
Non rimane in Sicilia nell'annata successiva che porta alla promozione in Serie A, poiché si trasferisce in prestito per un anno al ChievoVerona, nell'ambito della trattativa che porta Eugenio Corini in Sicilia. Con i veronesi disputa 20 partite in Serie A.
Nella stagione 2004-2005 ritorna al Palermo, giocando 23 partite nella massima serie conclusa al sesto posto con la prima qualificazione in Coppa UEFA della storia della squadra; in quasi tutte le partite viene sostituito o subentra a gara in corso.
In vista della stagione 2005-2006 viene ingaggiato dal Livorno in Serie A, di cui fa parte dell'undici titolare sia con Roberto Donadoni che con Carlo Mazzone. Resta in amaranto per due stagioni, nella seconda delle quali esordisce nelle coppe europee.

##### Parma, Latina e Pisa
Il 12 luglio 2007 viene acquistato dal Parma del presidente Tommaso Ghirardi. Durante la stagione realizza 3 gol, di cui uno con un tiro al volo di destro dal limite dell'area nella partita contro il Torino terminata 4-4, e ha anche siglato un'autorete contro la Juventus, deviando di testa un traversone di Tiago. La stagione in gialloblù termina con la retrocessione in Serie B. Per il Parma è il ritorno tra i cadetti dopo diciotto campionati consecutivi disputati nella massima serie, e Morrone resta anche in Serie B. La squadra ottiene poi un'immediata promozione ed è capitanata proprio da Morrone che eredita la fascia da Cristiano Lucarelli.
Al termine della stagione 2012-2013, trascorsa quasi sempre in panchina, il 19 agosto 2013 si trasferisce con la formula del prestito al Latina, neopromosso in Serie B. Esordisce il 24 agosto 2013 segnando il gol della bandiera nella partita persa in trasferta contro l'Empoli per 3-1.
Il 14 luglio 2014 si trasferisce al Pisa. Il 23 marzo 2015 chiede la rescissione del contratto, chiudendo la carriera agonistica con all'attivo 301 presenze e 13 reti in Serie A e 149 presenze e 13 reti in Serie B.

##### Nazionale
Conta nove presenze in Under-21, dove esordisce il 9 febbraio 1999 nella gara Italia-Turchia (1-1).
Nel 2000 venne inserito nella lista delle riserve ai Giochi olimpici del 2000 di Sydney, ma non fu mai chiamato a sostituire alcuno per cui non prese parte alla competizione.
Il 16 agosto 2006 fa parte della rosa della nazionale maggiore in occasione dell'amichevole contro la Croazia persa 2-0, senza scendere in campo.

### Allenatore
A seguito della risoluzione anticipata del contratto con il Pisa, decide di frequentare il Corso di Coverciano e consegue il patentino da allenatore (Uefa B).
Il 30 luglio 2015 diviene allenatore degli Allievi del nuovo Parma di Nevio Scala che riparte dalla Serie D dopo il fallimento. L'anno dopo passa alla guida della formazione Berretti. Nel novembre 2016 diventa allenatore ad interim della prima squadra dopo l'esonero di Luigi Apolloni, guidandola per due giornate ottenendo una sconfitta contro l'Ancona e un pareggio contro il Bassano Virtus.
Nell'estate del 2017 lascia i ducali e si trasferisce al Sassuolo, sempre come allenatore della squadra Berretti. Il 2 agosto viene ammesso al corso da “Allenatore Professionista di 1ª categoria - UEFA PRO” che si svolge a Coverciano da settembre e il 3 ottobre 2018 ottiene l'abilitazione. Nel frattempo è passato ad allenare la Primavera.
Dal 2019 è il vice di Fabio Grosso. A partire dal 15 luglio al 6 novembre 2023 è stato collaboratore tecnico della Ternana; l'11 luglio 2024 viene nominato allenatore della formazione Primavera del club umbro.

## Statistiche

### Presenze e reti nei club
| Stagione        | Squadra         | Campionato      | Campionato | Campionato | Coppe nazionali | Coppe nazionali | Coppe nazionali | Coppe continentali | Coppe continentali | Coppe continentali | Altre coppe | Altre coppe | Altre coppe | Totale | Totale |
| Stagione        | Squadra         | Comp            | Pres       | Reti       | Comp            | Pres            | Reti            | Comp               | Pres               | Reti               | Comp        | Pres        | Reti        | Pres   | Reti   |
| --------------- | --------------- | --------------- | ---------- | ---------- | --------------- | --------------- | --------------- | ------------------ | ------------------ | ------------------ | ----------- | ----------- | ----------- | ------ | ------ |
| 1996-1997       | Cosenza         | B               | 1          | 0          | CI              | 0               | 0               | -                  | -                  | -                  | -           | -           | -           | 1      | 0      |
| 1997-1998       | Cosenza         | C1              | 19         | 1          | CI+CI-C         | 2+0             | -               | -                  | -                  | -                  | -           | -           | -           | 21     | 1      |
| 1998-gen. 1999  | Cosenza         | B               | 7          | 1          | CI              | 4               | 0               | -                  | -                  | -                  | -           | -           | -           | 11     | 1      |
| gen.-giu. 1999  | Empoli          | A               | 24         | 0          | CI              | -               | -               | -                  | -                  | -                  | -           | -           | -           | 24     | 0      |
| 1999-2000       | Piacenza        | A               | 23         | 0          | CI              | 4               | 0               | -                  | -                  | -                  | -           | -           | -           | 27     | 0      |
| 2000-gen. 2001  | Piacenza        | B               | 9          | 0          | CI              | 2               | 0               | -                  | -                  | -                  | -           | -           | -           | 11     | 0      |
| Totale Piacenza | Totale Piacenza | Totale Piacenza | 32         | 0          |                 | 6               | 0               |                    | -                  | -                  |             | -           | -           | 38     | 0      |
| gen.-giu. 2001  | Venezia         | B               | 13         | 1          | CI              | -               | -               | -                  | -                  | -                  | -           | -           | -           | 13     | 1      |
| 2001-gen. 2002  | Venezia         | A               | 5          | 0          | CI              | 0               | 0               | -                  | -                  | -                  | -           | -           | -           | 5      | 0      |
| Totale Venezia  | Totale Venezia  | Totale Venezia  | 18         | 1          |                 | 0               | 0               |                    | -                  | -                  |             | -           | -           | 18     | 1      |
| gen.-giu. 2002  | Cosenza         | B               | 14         | 0          | CI              | -               | -               | -                  | -                  | -                  | -           | -           | -           | 14     | 0      |
| Totale Cosenza  | Totale Cosenza  | Totale Cosenza  | 41         | 2          |                 | 6               | 0               |                    | -                  | -                  |             | -           | -           | 47     | 2      |
| 2002-2003       | Palermo         | B               | 35         | 5          | CI              | 3               | 0               | -                  | -                  | -                  | -           | -           | -           | 38     | 5      |
| 2003-2004       | Chievo          | A               | 20         | 0          | CI              | 1               | 0               | -                  | -                  | -                  | -           | -           | -           | 21     | 0      |
| 2004-2005       | Palermo         | A               | 23         | 0          | CI              | 4               | 0               | -                  | -                  | -                  | -           | -           | -           | 27     | 0      |
| Totale Palermo  | Totale Palermo  | Totale Palermo  | 58         | 5          |                 | 7               | 0               |                    | -                  | -                  |             | -           | -           | 65     | 5      |
| 2005-2006       | Livorno         | A               | 35         | 6          | CI              | 3               | 1               | -                  | -                  | -                  | -           | -           | -           | 48     | 7      |
| 2006-2007       | Livorno         | A               | 37         | 1          | CI              | 2               | 0               | CU                 | 8                  | 0                  | -           | -           | -           | 47     | 1      |
| Totale Livorno  | Totale Livorno  | Totale Livorno  | 72         | 7          |                 | 5               | 1               |                    | 8                  | 0                  |             |             |             | 85     | 8      |
| 2007-2008       | Parma           | A               | 36         | 3          | CI              | 1               | 0               | -                  | -                  | -                  | -           | -           | -           | 37     | 4      |
| 2008-2009       | Parma           | B               | 35         | 3          | CI              | 2               | 1               | -                  | -                  | -                  | -           | -           | -           | 37     | 4      |
| 2009-2010       | Parma           | A               | 31         | 1          | CI              | 0               | 0               | -                  | -                  | -                  | -           | -           | -           | 31     | 1      |
| 2010-2011       | Parma           | A               | 34         | 1          | CI              | 2               | 0               | -                  | -                  | -                  | -           | -           | -           | 36     | 1      |
| 2011-2012       | Parma           | A               | 30         | 1          | CI              | 1               | 0               | -                  | -                  | -                  | -           | -           | -           | 31     | 1      |
| 2012-2013       | Parma           | A               | 3          | 0          | CI              | 0               | 0               | -                  | -                  | -                  | -           | -           | -           | 3      | 0      |
| Totale Parma    | Totale Parma    | Totale Parma    | 169        | 9          |                 | 6               | 1               |                    | -                  | -                  |             | -           | -           | 175    | 10     |
| 2013-2014       | Latina          | B               | 33+2       | 3          | CI              | -               | -               | -                  | -                  | -                  | -           | -           | -           | 35     | 3      |
| 2014-2015       | Pisa            | LP              | 23         | 4          | CI+CI-LP        | 3+0             | 0               | -                  | -                  | -                  | -           | -           | -           | 26     | 4      |
| Totale carriera | Totale carriera | Totale carriera | 490+2      | 32         |                 | 34              | 2               |                    | 8                  | 0                  |             | -           | -           | 534    | 34     |

### Statistiche da allenatore
Statistiche aggiornate al 16 febbraio 2020.
| Stagione        | Squadra         | Campionato      | Campionato | Campionato | Campionato | Campionato | Coppe nazionali | Coppe nazionali | Coppe nazionali | Coppe nazionali | Coppe nazionali | Coppe continentali | Coppe continentali | Coppe continentali | Coppe continentali | Coppe continentali | Altre coppe | Altre coppe | Altre coppe | Altre coppe | Altre coppe | Totale | Totale | Totale | Totale | % Vittorie | Piazzamento |
| Stagione        | Squadra         | Comp            | G          | V          | N          | P          | Comp            | G               | V               | N               | P               | Comp               | G                  | V                  | N                  | P                  | Comp        | G           | V           | N           | P           | G      | V      | N      | P      | %          | Piazzamento |
| --------------- | --------------- | --------------- | ---------- | ---------- | ---------- | ---------- | --------------- | --------------- | --------------- | --------------- | --------------- | ------------------ | ------------------ | ------------------ | ------------------ | ------------------ | ----------- | ----------- | ----------- | ----------- | ----------- | ------ | ------ | ------ | ------ | ---------- | ----------- |
| nov. 2016       | Parma           | LP              | 2          | 0          | 1          | 1          | CI-LP           | -               | -               | -               | -               | -                  | -                  | -                  | -                  | -                  | -           | -           | -           | -           | -           | 2      | 0      | 1      | 1      | &0,00      | Ad interim  |
| Totale carriera | Totale carriera | Totale carriera | 2          | 0          | 1          | 1          |                 | 0               | 0               | 0               | 0               |                    | -                  | -                  | -                  | -                  |             | -           | -           | -           | -           | 2      | 0      | 1      | 1      | 0,00       |             |

## Palmarès

### Giocatore

#### Club
- Campionato italiano Serie C1: 1

Cosenza: 1997-1998 (girone B)